# Col de la Chau
Le col de la Chau, parfois col de Lachau, est un col de montagne à 1 337 mètres d'altitude dans le département français de la Drôme, dans le massif du Vercors.

## Patrimoine
Un mémorial est construit sur le versant oriental du col afin de rendre hommage au maquis du Vercors, particulièrement actif à Vassieux.

## Cyclisme
Le Tour de France a emprunté ce col, classé 2e catégorie, lors de la 19e étape du Tour 1987 entre Valréas et Villard-de-Lans, avec un passage en tête du Français Laurent Fignon. Lors de la 11e étape du Tour 1996 entre Gap et Valence, c'est le Français Laurent Brochard qui est passé en tête au sommet.

## Rallye automobile
Le col a été franchi par le rallye Monte-Carlo en 1990, puis  en 2007 et 2008 lors de l'épreuve spéciale 1.